# Арзу, Билал
Била́л Арзу́ (дари بلال آرزو; 28 декабря 1988 года, Кабул, ДРА) — афганский и норвежский футболист, играющий на позиции нападающего. В 2011—2017 годах выступает за национальную сборную Афганистана.
Футбольное образование получил в Норвегии. Играл в юношеских и молодёжных командах норвежских клубов «Сеня», «Гран» и «Арендаль». В 2007 году начал профессиональную карьеру в составе клуба «Арендаль». В последующие годы являлся игроком «Фредрикстад». В 2009—2015 годах играл за «Аскер», и в составе данного клуба сыграл 118 матчей и забил 24 гола. В 2013—2014 годах играл в аренде за индийский «Черчилль Бразерс». С 2016 года по 2018 играл за норвежские «Мосс» и «Аскер». С 2018 года в «Арендали».
В 2010 году сыграл пять матчей и забил шесть голов за молодёжную сборную Афганистана. С 2011 года стал приглашаться в национальную сборную Афганистана.